# 溶融炉
溶融炉（ようゆうろ）は、工業原料やごみを直接に高温で溶かす直接溶融炉と、焼却により生じた不燃物（残渣）や飛灰を高温で溶かす灰溶融炉の２つがある。

## 概要
溶融の目的として、減容化、無害化、再資源化が挙げられる。残渣や灰は溶融炉内で高温になり液状化し、出滓口（しゅっさいこう）から排出された後、冷却され溶融スラグとなる。
- 減容化 ‐ 残渣や灰を溶かし、固めることで容積が減少する。最終処分場（埋立地、等）の延命につながる。
- 無害化 ‐ 残渣や灰には重金属やダイオキシン類などの有害物質が含まれることが多いが、重金属等はスラグ内に閉じ込められる為、風雨にさらされても有害物質の溶出を防ぐことができ、ダイオキシン類は高温で分解もしくは燃焼してしまう為、無害化が図れる。
- 再資源化 ‐ 溶出試験によって安全性が確認されたスラグは、アスファルトに混ぜて路盤材として使用したり、コンクリートに混ぜて骨材として使用することが可能となり、資源として再利用することができる。

### 溶融炉の種類
- 直接溶融炉
- 電気式溶融炉（アーク式、プラズマ式、電気抵抗式）
- 燃料式溶融炉（輻射式、回転式）
- ガス化溶融炉

### 主なメーカー
- JFEエンジニアリング
- 三菱重工環境・化学エンジニアリング
- 川崎重工業
- 神戸製鋼所
- 新日鉄住金エンジニアリング

## 浮遊炉
溶融炉の一種で原料を浮遊させた状態で溶融する。坩堝を使用しないので溶融時に坩堝に起因する不純物の混入を防ぐ事が出来る。一般的に無重力環境下での使用が知られているが、保持方法によっては重力環境下でも使用できる。

### 加熱方法
誘導加熱
溶融物が導電性物質である程度の電気抵抗を持つ場合誘導加熱で溶融対象内部に電流を流しジュール熱で加熱する。
マイクロ波加熱
マイクロ波を照射することで溶融物内部の分子を振動させることにより加熱する。
電弧式加熱
アーク放電によって加熱する。直流アークの場合溶融物が電極に引き寄せられる為、高周波アーク状放電を使用する。
光加熱
主に赤外線をレンズや放物面鏡で集光したり回転楕円面の一方の焦点に光源(熱源)を置き、もう一方の焦点に集光するという方法がとられる。
ガス加熱
水素等の燃焼ガスや高温に加熱したガスや加熱蒸気を溶融物にあてる。ガスの流れによって保持に影響を与える。またガスの噴射ノズルが金属等導電性の場合保持方法によっては影響を受ける。

### 保持方法
電磁法
浮遊する材料の保持方法としては導電性の溶融物の場合導体内部に誘導電流を流し磁場で浮遊を保持する。磁性体の場合、溶融するとキューリー点に達するので磁性を失うため磁気浮上のように単純に電磁石で浮上させる事は出来ない。非導電性の溶融物には適さない。誘導加熱を併用する場合、誘導コイルが保持用として兼用される場合がある。
静電法
静電場によって浮遊した溶融物を保持する。静電場は弱いので重力環境下での使用には適さない。
音波法
音波(主に超音波)によって溶融物を保持する。ガラスや酸化物等の非導電性の溶融物でも保持可能。

### 用途
不純物の混入を極度に避ける必要がある材料実験等に用いられる。構造上大規模なものは困難で高付加価値の半導体材料等に用いられる。